# 郭紹儀
郭紹儀（16世紀—17世紀），字汾仲，號丹葵，浙江嘉興府平湖縣人，明朝、南明政治人物。

## 生平
郭紹儀自小學習煉丹，萬曆三十七年（1609年）舉己酉科浙江鄉試，天啓五年（1625年）成進士，廷對當日遇上魏忠賢的嬖人賣珠兒，對他說：「去見魏忠賢，你可當狀元。」他笑著推卻：「我本是清貧，登第已經足夠。」授當塗知縣，以簡治政，被稱為仙吏。天啟七年（1627年）時主持南直隸鄉試，選拔多名人才，其後升任南京監察御史；上書指出錦衣衛騷動幾乎惹禍，又上呈屯田條議十二則，因勳戚佔據土地未能實行。不久辭官回鄉，專心煉丹。
南京失陷後，曾和馬嘉植起兵恢復。卒年八十三。

## 著作
著有《史諾康濟譜》、《三續養生論》。

## 家庭
- 兒子郭襄圖，恩貢出身，擅長詩歌，跟隨父親自海上歸[1]

## 引用
1. 1 2 3  錢海岳《南明史·卷三十三·列傳第九》：（南京亡後馬嘉植）與郭紹儀起兵……紹儀，字丹葵，平湖人。天啟五年進士。授當塗知縣，遷湖廣道御史。緹騎四出，上疏極言，幾不測。巡屯田，上十二議，改督學歸。卒年八十三。子襄圖，字皋旭，恩貢。工詩，從扈海上歸。
2. ↑  光緒《平湖縣志·卷十三·選舉》：（萬曆）三十七年己酉科……郭紹儀 十九名乙丑
3. ↑  光緒《平湖縣志·卷十五·人物》：郭紹儀，字汾仲，號丹葵，孝子、球孫。生時有東方歲星之兆，甫髫丱即解仙術，嘗雪夜讀書，地湧汞盈尺，遂悟坎離水火之道。天啟乙丑成進士，廷對之日有一賣珠兒為魏璫嬖人，示意云：「君能一見，可得狀頭。」紹儀笑却之曰：「我骨清寒，一第已足安望。」此授南直當塗知縣，以簡治煩，時稱仙吏；嘗出見酒肆一人，修然古貌，偏身絲縷，如牛毛紅類丹砂。紹儀知其異，與語蓋靖難時人，元書秘錄扣之無不應，遂傾心事之，頗得其學。丁卯校南闈，多拔名雋，擢留都御史；時緹騎四出繹騷，紹儀上書極論禍幾不測，巡視屯田上條議十二則，勳戚多佔踞，格不行。尋掛冠歸，一意修煉術，年八十三卒，著有《史諾康濟譜》、《三續養生論》。 朱列傳、高事功、張事蹟、王列傳